# Leptothorax muscorum
Leptothorax muscorum es una especie de hormiga del género Leptothorax, tribu Crematogastrini, familia Formicidae. Fue descrita científicamente por Nylander en 1846.
Se distribuye por Canadá, Estados Unidos, Armenia, China, Georgia, Kirguistán, Mongolia, Turquía, Andorra, Austria, Bielorrusia, Bélgica, Bulgaria, Croacia, República Checa, Dinamarca, Estonia, Finlandia, Francia, Alemania, Grecia, Hungría, Letonia, Liechtenstein, Lituania, Luxemburgo, Moldavia, Montenegro, Países Bajos, Noruega, Polonia, Rumania, Rusia, Eslovaquia, Eslovenia, España, Suecia, Suiza y Ucrania. Se ha encontrado a elevaciones de hasta 3810 metros. Habita en troncos podridos y debajo de rocas.